# Хромогорб
Хромого́рб — село в Україні, у Стрийському районі Львівської області. Населення становить 85 осіб (22 осідки). Орган місцевого самоврядування — Грабовецько-Дулібівська сільська рада.
Село стало знаменитим на всю Австро-Угорщину через фальсифікацію польським чиновником при переписі 1900 р. українського населення Хромогорбу як суцільно поляків.